# Fudanshi
Fudanshi (腐 男子 Fudanshi?) o Fukei (腐 兄 Fukei?) son términos japoneses que se aplica a los hombres aficionados al yaoi o el BL (Boy's Love), siendo una expresión conocida en Internet (precisamente en la subcultura Otaku) como referencia a un chico aficionado a los animes, mangas y/o doramas de género yaoi.

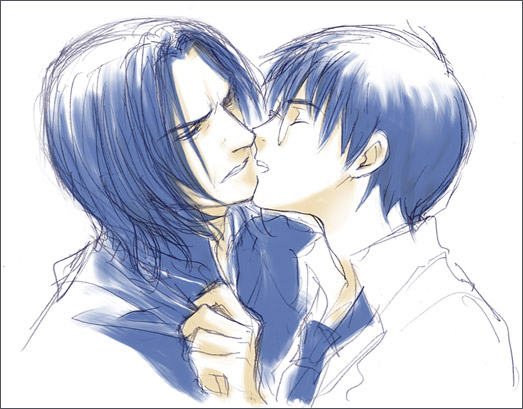
Los fudanshi son personas masculinas que son fans del Yaoi.

El equivalente en el género femenino se denomina Fujoshi (腐女子). El término "fudanshi" (que es el más usado) significan "niño (danshi) podrido(fu)", y "fukei" significa "podrido hermano mayor", los cuales son juegos de palabras de construcción similar a "fujoshi". El autor de manga Bara, Gengoroh Tagame, ha dicho que los hombres pueden elegir una etiqueta "fudanshi" porque es más aceptable socialmente que declararse homosexuales.
Hasta la actualidad, las fujoshis han sido las predominantes en el fandom del Yaoi, siendo el  85% de las miembros del Yaoi-Con. Esto marca mayormente a los Fudanshis en un lugar más bajo en el fandom.

## En otros medios
Los fudanshis se utilizan como personajes principalmente en anime y manga con temática otaku, particularmente aquellos dirigidos a hombres. Los títulos populares incluyen Tonari no Yaoi-chan, My Girlfriend's a Geek, Watashi ga Motete Dōsunda y Fudanshi Kōkō Seikatsu.

## Preferencias de los Fudanshis
Robin Brenner y Snow Wildsmith señalaron en su encuesta de fans estadounidenses que los fans masculinos homosexuales y bisexuales de yaoi preferían historias más realistas que las fans femeninas.